# Hellraiser (альбом)
Эта статья об альбоме «Скорая помощь». О группе см. Hellraiser
«Hellraiser» (другое название — «Преисподняя») — третий альбом хэви-метал-группы «Скорая помощь», выпущенный в 1991 году. 

## История создания
В ноябре 1990, когда группа готовилась записывать на «Мелодии» свой очередной альбом, о своём уходе объявил Евгений Павлов, который решил переселиться в Германию, но по инициативе Игоря Григорьева на запись был приглашён оказавшийся в Санкт-Петербурге проездом интересный джазовый барабанщик Андрей Шулепов, который, совершенно не зная материала, сумел ухватить суть звучания группы. Правда, конечным результатом музыканты всё равно остались недовольны: работавший с ними Виктор Динов специализировался на классике и эстрадных оркестрах, следствием чего стал плоский звук и узкая частотная полоса. Тем не менее, вскоре альбом вышел под маркой компании «RDM».

## Список композиций
Все тексты написаны Алексеем Поляковым.
| №  | Название             | Музыка                                       | Английское издание        | Длительность |
| -- | -------------------- | -------------------------------------------- | ------------------------- | ------------ |
| 1. | Демон страсти        | Валерий Петров                               | Demon of passion          | 4:07         |
| 2. | Пир во время чумы    | Валерий Петров                               | Feast during the plague   | 5:03         |
| 3. | Злой рок             | Сергей Титов                                 | Angry rock                | 3:23         |
| 4. | Жертвоприношение     | Сергей Титов                                 | Sacrifice offering        | 3:26         |
| 5. | Все круги ада        | Валерий Петров                               | All the circles of hell   | 3:54         |
| 6. | Вперёд в преисподнюю | Валерий Петров                               | Forward to the underworld | 4:11         |
| 7. | Ночной кошмар        | Андрей Поляков, Валерий Петров, Сергей Титов | Nightmare                 | 4:24         |
| 8. | Жив ещё страх        | Валерий Петров                               | Fear is still alive       | 4:11         |
| 9. | Повелительница тьмы  | Сергей Титов                                 | Mistress of darkness      | 8:01         |

Бонусные треки (2007)
| №   | Название     | Текст           | Музыка         | Английское издание | Длительность |
| --- | ------------ | --------------- | -------------- | ------------------ | ------------ |
| 10. | Увертюра     | Инструментал    | Инструментал   | Overture           | 0:58         |
| 11. | Динамит      | Алексей Поляков | Сергей Титов   | Dynamite           | 5:03         |
| 12. | Бег по кругу | Алексей Поляков | Валерий Петров | Run in a circle    | 3:23         |

## Участники записи
Алексей Поляков — вокал
Валерий Петров — лид-гитара
Сергей Титов — ритм-гитара
Игорь Григорьев — бас-гитара
Андрей Шулепов — ударные